# Walentin Dżonew
Walentin Dżonew (bułg. Валентин Джонев, ur. 20 czerwca 1952 w Kiustendile, zm. 12 września 2015) – bułgarski lekkoatleta, który specjalizował się w rzucie oszczepem.
Uczestnik igrzysk olimpijskich, które w 1976 roku odbyły się w kanadyjskim Montrealu. W eliminacjach osiągnął wynik 80,84 (12. miejsce), a w finale z wynikiem 73,88 zajął ostatecznie 14. lokatę. Brązowy medalista letniej uniwersjady w Sofii (1977). Podczas tych zawodów uzyskał wynik 79,76. Czterokrotnie zdobywał złoty medal mistrzostw Bułgarii – w 1974, 1976, 1978 oraz 1980. Rekord życiowy: 84,00 (15 maja 1976, Ateny).